# 花明楼镇
花明楼镇是中国湖南省宁乡市下辖镇。地理上位于宁乡市东南部，处宁乡、韶山与岳麓区三县市区交汇处。地缘上，花明楼北与东湖塘镇接壤，西连韶山市如意乡，南与大屯营乡毗邻，东南部与道林镇交界，东北部与岳麓区莲华镇、雨敞坪镇为邻。辖域面积112.4平方公里，人口5.1万人（2000年人口普查45,634人）。

## 历史
于1995年由原花明楼乡、杨林桥乡和朱石桥乡合并设立。
2019年，长沙市人民政府决定把花明楼镇建设成“红色文化旅游小镇”。

## 区划
截止2016年，下辖1个社区，刘家社区；7个村，炭子冲村、花明楼村、朱石桥村、靳江村、靳源村、联新桥、常山村和杨林桥村。

## 地理
靳江河流经花明楼镇。

## 教育
- 小学：花明楼希望小学
- 高中：宁乡四中

## 交通
S50长韶娄高速公路从东往西穿过花明楼镇。
省道S219往东方和S50长韶娄高速公路以及许广高速公路交汇。
县道X087往西北到达东湖塘镇，往东到道林镇。
县道X085往北和岳宁大道交汇。
县道X217往南到大屯营镇。
县道X090往南到三仙坳乡。

## 旅游景点
花明楼因前国家主席刘少奇的出生地而闻名，刘少奇故居为长沙境内重要游览地之一。

## 出身名人
- 陶汝鼐，清代学者。
- 陶立典，清代学者。
- 王坦修，清代学者，岳麓书院山长。
- 袁名曜，清代学者，岳麓书院山长。
- 朱衣点，太平天国将领。
- 陈家鼎，革命家。
- 周文，雕刻家。
- 杨世焯，刺绣家。
- 杨佩贞，艺术家。
- 刘少奇，前中华人民共和国主席，中国共产党领导人。